# Lollipop (canção de f(x))
Lollipop é uma canção do girl group f(x) com a participação das boy bands M.I.C na versão em madarim e Shinee na versão em coreano. A canção usa uma interpolação do hit Lollipop de 1958 escrito por Julius Dixson e Beverly Ross.

## Versão em mandarim
A canção foi utilizada para promover o celular LG Lollipop na China.  Esta versão não foi performada em nenhum show e não está em nenhum álbum. O vídeo da música foi filmado em dezembro de 2009. O por trás das câmeras foi lançado no final de dezembro de 2009 e vídeo musical foi lançado em janeiro de 2010.

## Versão em coreano
A faixa foi lançada como parte do primeiro álbum de estúdio do f(x), Pinocchio lançado em 20 de abril de 2011.

### Desempenho nas paradas
| Gráfico             | Melhores posições |
| ------------------- | ----------------- |
| Gaon Weekly singles | 33                |